# Feldmühle (Rennertshofen)

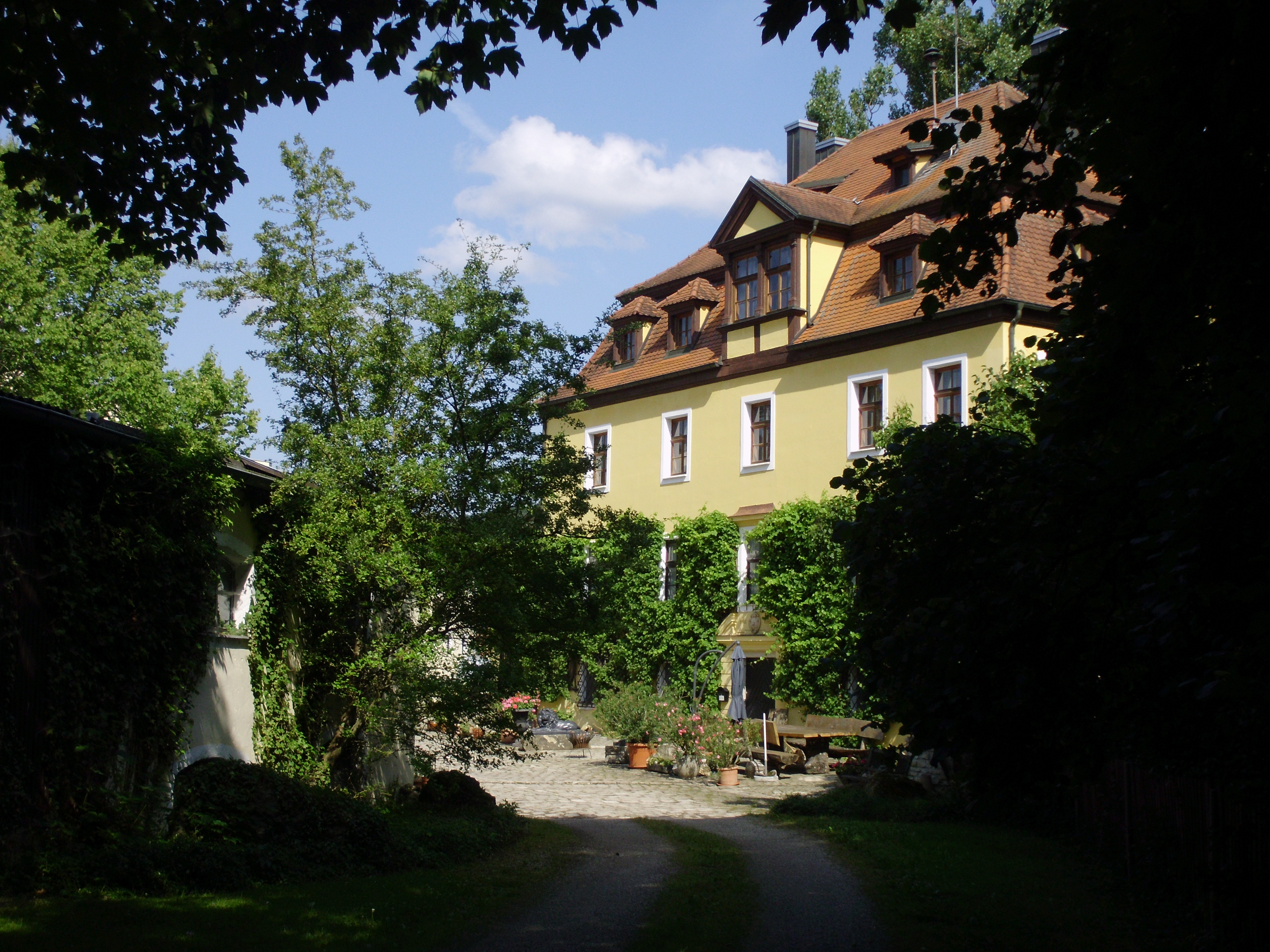
Wohngebäude der Feldmühle

Feldmühle ist eine Einöde und ein Ortsteil des Marktes Rennertshofen im Landkreis Neuburg-Schrobenhausen im Regierungsbezirk Oberbayern. Die Ansiedelung gehört mit Ellenbrunn, Giglberg und Wolpertsau zur Gemarkung Hütting.

## Lage
Der Ortsteil liegt in der Südlichen Frankenalb nordöstlich vom Hauptort Rennertshofen im Wellheimer Trockental und westlich der Schutter. Zu erreichen ist die Feldmühle über die von Rennertshofen nach Dollnstein führende Staatsstraße St 2047.

## Geschichte
Westlich der Feldmühle wurde ein bronzezeitlicher Pfahlweg, eine späthallstattzeitliche und eine römische Sumpfbrücke gefunden und archäologisch untersucht. Auch kam hier der Kopf einer römischen Statue aus Kalkstein aus dem 2. bis 3. nachchristlichen Jahrhundert zu Tage.
Die Feldmühle und das Gut Giglberg waren wahrscheinlich altes Zubehör der Burg Hütting, die die Grafen von Lechsgemünd-Graisbach besaßen. Als 1342 das Graisbacher Erbe an das Herzogtum Bayern fiel, war darunter auch die Burg Hütting mit dem Dorf Hütting, der Feldmühle und den Einöden Wolpertsau und Giglberg; aller vier Orte wurden dem Landvogtamt Neuburg unterstellt. Ab 1505 war die Feldmühle Teil des Pfalzgrafentums Neuburg; belehnt war mit beiden Gütern zunächst der Neuburger Hofkapellmeister und Rennertshofener Pfleger Giacomo Negri. 1639 belehnte Pfalzgraf Wolfgang Wilhelm den herzoglichen Musikmeister Joseph Basilet Gentiluomo di Casa mit der Feldmühle und zugleich mit dem Schlösschen Hatzenhofen bei Rennertshofen; der Musikmeister war schon 1623 mit Giglberg belehnt worden. Nach 1643 wurden Nachfolger dieser Lehensgüter dessen Tochter Catharina, verehelicht mit Wilhelm Sadeler genannt Lollio. 1650 kaufte der Pfalzgraf dem Ehepaar die Güter wieder ab, um mit ihnen seinen Landhofmeister Johann Kaspar Egloff von Zell auf Immendingen und Schenkenau zu belehnen. 1659 erhielt wiederum Wilhelm Sadeler die Feldmühle und Giglberg (jedoch ohne Hatzenhofen) als Landsassengut. Er verkaufte diese Güter an den Neuburger Hofkammer-Direktor Nikolaus von Müller, der 1661 vom Herzog mit ihnen belehnt wurde, wiederum ausgestattet mit der Landsassenfreiheit. Dies blieb so bis zum Ende des Alten Reiches: Das Mühlenanwesen mit zwei Mahlgängen bildete den Hauptteil des Landsassengutes / der Hofmark „Giglberg-Feldmühle“ mit eigener Niedergerichtsbarkeit und dem Recht zur kleinen Jagd; Giglberg, das in alter Zeit ein kleines Dorf war, hatte sich auf einen Halbhof reduziert, der mit der Mühle in die katholische Pfarrei Hütting eingepfarrt war.
Im neuen Königreich Bayern (1806) gehörte das Gut Feldmühle, zu der rund 140 Tagwerk und das Fischrecht in der Schutter zählten, bis 1848 der in den Freiherrnstand erhobenen Familie von Müller, während Giglberg in den Besitz des Grafen Aloys Arco zu Stepperg gelangte, der dort ein Ökonomiegut errichtete. Die Feldmühle gehörte zu dem 1808/10 gebildeten Steuerdistrikt Hütting im Rentamt und  Landgericht Neuburg. Mit dem zweiten Gemeindeedikt von 1818 wurde aus dem Steuerdistrikt Hütting eine Ruralgemeinde, die neben dem Pfarrdorf selbst und dem Kirchdorf Ellenbrunn noch die Einöden Feldmühle, Giglberg und Wolpertsau umfasste. Die Müller‘sche Gerichtsbarkeit wurde 1830 vom Landgericht Neuburg eingezogen und somit das seit 1819 bestehende Patrimonialgericht 2. Klasse der Hofmark Giglberg-Feldmühle aufgelöst. Im weiteren Verlauf des 19. Jahrhunderts erwarb die Familie von Tucher das Gut Feldmühle.
Im Zuge der Gebietsreform in Bayern wurde Hütting und damit auch die Feldmühle am 1. Juli 1972 mit dem Landkreis Neuburg an der Donau oberbayerisch (ab 1. Mai 1973 „Landkreis Neuburg-Schrobenhausen“). Hütting mit seinen Ortsteilen blieb bis 1978 eine selbständige Gemeinde. Am 1. Mai 1978 erfolgte die Eingemeindung in den Markt Rennertshofen.
Der Mahlbetrieb war wohl schon vor 1818 eingestellt worden. Das Hauptgebäude des landwirtschaftlichen Gutsbetriebes, ein stattlicher neubarocker Bau mit Mansard-Walmdach, wurde Anfang des 20. Jahrhunderts errichtet.

### Einwohner
- 1831: 9 Einwohner[12]
- 1864: 8 Einwohner[13]
- 1912: 16 Einwohner[14]
- 1961: 4 Einwohner[15]
- 1987: 4 Einwohner[16]

## Archäologisches Privat-Museum
Das archäologische Museum in der ehemaligen Käserei des Gutes Feldmühle zeigt neben der Geologie und Landschaftsgeschichte die Ergebnisse der Ausgrabungen, die 1982–1985 in der Nähe stattfanden.

## Persönlichkeiten
- Christoph Freiherr von Tucher, Brauereibesitzer, Journalist, * 26. Oktober 1892 auf der Feldmühle, † 16. Januar 1974 in Nürnberg[18]